# Lapin (bande dessinée)
Pour les articles homonymes, voir Lapin (homonymie).
 (mai 2023).
Lapin est l'une des revues de l'Association.

## La vitrine deL'Association
Après l'expérience Logique de guerre Comix, il apparaît aux sept auteurs fondateurs de l'Association (David B., Lewis Trondheim, Mattt Konture, Stanislas, Jean-Christophe Menu, Killoffer et Mokeït) qu'il est nécessaire de créer une revue où ils pourraient publier régulièrement leurs œuvres, ainsi que celles d'auteurs apparentés.

Ils choisissent pour nom de cette vitrine Lapin, en hommage à Lapot, le personnage de Menu qui inspira Lapinot à Trondheim.

### Première série
La première série paraît de janvier 1992 à octobre 1999. La couverture, monochrome, est illustrée par un petit dessin fortement agrandi, ce qui rend son auteur difficile à identifier, et la visibilité en librairie peu sûre. Le contenu de chaque numéro est annoncé par un éditorial souvent virulent de Jean-Christophe Menu. La revue comprend entre 92 et 140 pages, sauf dans les premiers numéros, plus fins, car composés presque uniquement d'histoires des membres fondateurs. De semestriel (1994-1994), le magazine de bande dessinée devint « bioutriannuel » (1995) puis trimestriel (1996-1999). La couleur apparaît au numéro 16.
Assez vite, une équipe de collaborateurs réguliers (Vincent Vanoli, Dominique Goblet, Denis Bourdaud, François Ayroles, Jean-Pierre Duffour, etc.) se forme autour du noyau initial d'auteur. Des numéros spéciaux, autour d'un auteur (comme Marcel Schwob), d'un pays (bande dessinée finlandaise et suédoise) ou d'un thème (Pif Gadget, le Festival de Montreuil) permettent d'apporter de nouveaux auteurs à l'équipe mais celle-ci ne se renouvelle guère et « un certain essoufflement se fait jour ». De plus, le magazine tend à devenir « un support de prépublication », ce que les six associés voulaient absolument éviter au départ. Ils décident donc, après vingt-cinq numéros de tout arrêter et de réfléchir à une nouvelle formule.

### Deuxième série
De janvier 2001 à avril 2002 paraissent les sept numéros de la deuxième formule. Chaque opuscule, au format comix et tout en couleurs, fait 68 pages. Menu explique  qu'ainsi il espérait opérer un « retour aux sources », en imposant aux auteurs un rythme de travail régulier (parution bimestrielle), tout en permettant le développement d'intrigues feuilletonesques mais aussi d'animations collectives (des strips en début de numéro). Mais les auteurs, justement, ne répondent pas tous présent (il fallut publier du matériel Delcourt afin d'assurer la présence au sommaire de Trondheim et Joann Sfar), « l'enthousiasme s'érode parfois assez vite », et en avril 2002, les associés décident une nouvelle fois de changer de formule.

### Troisième Série
La troisième série n'a plus ni date de parution, ni pagination régulière. Trois numéros (en novembre 2002, juin 2004 et septembre 2006) ont paru. Le dernier atteint 292 pages, dont les deux tiers consacrés à l'adaptation de grandes bandes dessinées.

### Quatrième série
À partir de février 2009, Lapin reparaît trimestriellement sur le modèle de la première série jusqu'en août 2010. Un dernier numéro paraît en février 2011.

### Cinquième série
En septembre 2013, la revue renaît sous le titre Mon Lapin. Dans cette nouvelle formule mensuelle, chaque numéro a un rédacteur en chef qui décide de son contenu. La formule s'arrête en novembre 2014, après neuf numéros. La création du journal Mon Lapin Quotidien en février 2017 marque le début d'une nouvelle aventure éditoriale.

## Détail des numéros

### Lapin
1. Janvier 1992, 48 pages.
2. Juin 1992, 66 pages.
3. Janvier 1993, 56 pages.
4. Octobre 1993, 52 pages. Couverture de Jean-Christophe Menu. Aristophane, David B., Fabio, Joëlle Jolivet et David B., Killoffer, Lewis Trondheim, J.C. Menu et Vincent Vanoli.
5. Janvier 1994, 112 pages.
6. Octobre 1994, 68 pages. Couverture de Lewis Trondheim.  François Ayroles, David B, Philippe Dupuy et Blutch, Joëlle Jolivet et David B, Jochen Gerner, Killofer, Lewis Trondheim, Mattt Konture, J.C. Menu, Joann Sfar et Vincent Vanoli.
7. Janvier 1995, 116 pages. Couverture de Blutch. Ce numéro contient une histoire de 46 pages de Lewis Trondheim intitulée Le Crabar de Mammouth.
8. Mai 1995, 100 pages. Couverture de Jean-Pierre Duffour.
9. Octobre 1995, 108 pages. Couverture de Vincent Vanoli. Lapin devient trimestriel. Aristophane, François Ayroles, Stéphane Blanquet, Gus Bofa, Denis Bourdaud, Jean-Luc Coudray et Lewis Trondheim, Guy Delisle, Jean-Pierre Dufour, Jochen Gerner, Yves Got, Emmanuel Guibert, Olivier Josso, Killoffer, Jean-Chritophe Menu, Vincent Sardon, Joann Sfar, Stanislas et Anne Baraou, Vincent Vanoli. Il existe un tirage de tête numéroté.
10. Janvier 1996, 92 pages. Couverture de David B.. Numéro entièrement composé d'histoires de lapin (prenant le plus souvent leur source dans les contes ou la mythologie) scénarisées par David B.
11. Avril 1996, 116 pages. Couverture de Joëlle Jolivet. Ce numéro contient Accident de travail, histoire de 48 planches réalisée par Matthieu Blanchin. Début de la publication de La Guerre d'Alan, d'Emmanuel Guibert.
12. Juillet 1996, 116 pages. Couverture d'Aristophane. Début de la publication du Borgne Gauchet de Joann Sfar et des Parleurs de François Ayroles.
13. Octobre 1996, 112 pages. Couverture de Jochen Gerner. François Ayroles, David B., Matthieu Blanchin
14. Janvier 1997, 116 pages. Couverture de Joann Sfar. Numéro accueillant des auteurs suédois et finlandais, tel Max Andersson, Matti Hagelberg ou Gunnar Lundkvist.
15. Avril 1997, 108 pages. Couverture de Thomas Ott. Ce numéro contient plusieurs histoires autour de Pif gadget ainsi que les débuts de Pascin, de Joann Sfar.
16. Juillet 1997, 108 pages. Couverture de François Ayroles. Numéro placé sous le patronage de Marcel Schwob.
17. Octobre 1997, 116 pages. Couverture de Jean-Yves Duhoo.
18. Janvier 1998, 108 pages. Couverture de Fabio.
19. Avril 1998, 132 pages. Couverture de Matthieu Blanchin. Contient Pizza 3000, récit de 30 pages de Vincent Vanoli.
20. Juillet 1998, 116 pages. Couverture de Jean-Yves Duhoo
21. Octobre 1998, 108 pages. Couverture de Stéphane Blanquet.
22. Novembre 1998, 140 pages. Couverture de Killoffer. Numéro spécial sorti à l'occasion du Salon du livre et de la presse jeunesse de Montreuil.
23. Avril 1999, 124 pages. Couverture de Vincent Sardon. Contient trois récits inspirés par Ambrose Bierce.
24. Juin 1999, 116 pages. Couverture d'Olivier Josso.
25. Octobre 1999, 116 pages. Couverture de Denis Bourdaud.
26. Janvier 2001, 68 pages. Couverture de David B..
27. Mars 2001, 68 pages. Couverture de Jean-Christophe Menu.
28. Mai 2001, 68 pages. Couverture de Stanislas.
29. Octobre 2001, 68 pages. Couverture de Lewis Trondheim.
30. Décembre 2001, 68 pages. Couverture de Mattt Konture.
31. Février 2002, 68 pages. Couverture de Killoffer.
32. Avril 2002, 68 pages. Couverture de José Parrondo.
33. Novembre 2002, 194 pages. Couverture de Nicolas Mahler.
34. Juin 2004, 271 pages. Couverture de Jim Woodring.
35. Septembre 2006, 292 pages. Couverture de Max Andersson. Contient 150 pages où les auteurs de l'Association rendent hommage à ceux qui les ont inspirés.
36. Le numéro 36, un spécial Lapin Blanc, en hommage au personnage imaginé par Lewis Carroll dans Alice au pays des merveilles, n'est jamais paru[R 2],[R 3]
37. Février 2009. Couverture de Ruppert et Mulot. Contient des histoires de Nine Antico, François Ayroles, Baladi, Daniel Blancou, El Don Guillermo, Sophie Dutertre, Simon Hureau, Olivier Josso,  Lisa Mandel, François Olislaeger, Catherine Meurisse, Anne Simon, Erwann Surcouf,  Sylvain-Moizie.
38. Mai 2009, 243 pages. Couverture de El Don Guillermo.
39. août 2009. Couverture de Alex Baladi. Benjamin Adam, Nine Antico, JM Bertoyas, Daniel Blancou, Prosperi Buri, Grégoire Carlé, Geneviève Castrée, Chaumaz, François De Jonge, Benoît Guillaume, El Don Guillermo, Sophie Dutertre et Donatien Mary, Henninger et Gosselin, Simon Hureau, Mazen Kerbaj, Manuel, Sandrine Martin, Lucas Méthé, Morgan Navarro, François Olislaeger, Matthias Picard, Anne Simon, Erwann Surcouf, Sylvain-Moizie, Vincent Vanoli et Jacques Velay.
40. Novembre 2009, 224 pages. Couverture de Grégoire Carlé. François Olislaeger, Guy Delisle, Benjamin Adam, Nine Antico, Baladi, JM Bertoyas, Daniel Blancou, Matt Broersma, Prosperi Buri, Geneviève Castrée, Chaumaz, Henninger et Gosselin, François de Jonge, Olivier Josso, Benoît Guillaume, El Don Guillermo, Sophie Dutertre, Donatien Mary, Catherine Meurisse, Loïc Gaume, Manuel, Sandrine Martin, Lucas Méthé, Matthias Picard, Ruppert et Mulot, Anne Simon, Erwann Surcouf, Sylvain Moizie et Jacques Velay.
41. Février 2010, 212 pages. Couverture de Lucas Méthé. Benjamin Adam, Baladi, JM Bertoyas, Daniel Blancou, Geneviève Castrée, Fanny Dalle-Rive, Sophie Dutertre et Donatien Mary, Loïc Gaume, Ronald Grandpey, Benoît Guillaume, El Don Guillermo, Henninger et Gosselin, Simon Hureau, François De Jonge, Olivier Josso, Mahler, Manuel, Sandrine Martin, Matthias Picard, Anne Simon, Lars Sjunnesson, Erwan Surcouf, Sylvain-Moizie, Jacques Velay, Aurélie William Levaux et Benjamin Zafra.
42. Mai 2010, 212 pages. Couverture de Benjamin Chaumaz. Baladi, Anne Baraou et Jochen Gerner, JM Bertoyas, Prosperi Buri, Grégoire Carlé, Geneviève Castrée, Fanny Dalle-Rive, Loïc Gaume, Ronald Grandpey, Benoît Guillaume, El Don Guillermo, Henninger et Gosselin, Simon Hureau, François de Jonge, Mazen Kerbaj, Étienne Lécroart, Manuel, Sandrine Martin, Vincent Pianina, Matthias Picard, Anne Simon, Lars Sjunnesson, Erwann Surcouf, Sylvain-Moizie, Aurélie William-Levaux, Benjamin Zafra.
43. Août 2010, 212 pages. Couverture de Manuel.
44. Février 2011, 212 pages. (Il existe un numéro 44bis en petit format comme cadeau adhérent)

Le pâté de Lapin. Compilation de récits inédits en album et parus dans la revue Lapin nos 1 à 5 et Logique de guerre comix entre novembre 1990 et janvier 1994.

### Mon lapin
1. Septembre 2013, 32 pages. Rédacteur en chef : François Ayroles. Avec Gérald Auclin, Baladi, Big Ben, Charles Berberian, Olivier Besseron, Toma Bletner, Jean Bourguignon, Hervé Bourhis, Guillaume Bouzard, Emile Bravo, Jean-Luc Coudray, Philippe Coudray, Yassine De Vos, Guy Delisle, Jean-Claude Denis, Felder, Jean-Yves Ferri, Olivier Josso Hamel, Mazen Kerbaj, Khattou, Killoffer, Andréas Kündig, Étienne Lécroart, Lolmède, Nicolas Mahler, Morvandiau, Jérôme Mulot, José Parrondo, David Prudhomme, Jake Raynal, Anouk Ricard, Florent Ruppert, Olivier Texier, Jean-Michel Thiriet, Vincent Vanoli, Nicolas Witko
2. Octobre 2013, 32 pages. Rédacteur en chef : Alex Baladi. Avec Sara Atka, Gérald Auclin, Doc. Schraffur, Gautier Ducatez, Harrisson, Mazen Kerbaj, Andréas Kündig, Kyra H.P., Oriane Lassus, Yves Levasseur, Benjamin Novello, Charles Papier, Arnaud Robin, Adeline Rosenstein, Birgit Stark
3. Novembre 2013, 32 pages. Rédacteur en chef : Jochen Gerner. Avec Laurent Cilluffo, Kitty Crowther, Aurélien Débat, Vanessa Dziuba, Bettina Henni, Laurence Lagier, Kévin Lucbert, Nicolas Nadé, David Poullard, Mathieu Renard, Simon Roussin, Gala Vanson, Mehdi Zannad
4. Janvier 2014, 32 pages. Rédacteur en chef : Etienne Lécroart. Avec Acalend, François Ayroles, Baladi, Mai-Li Bernard, Matthieu Blanchin, Isabelle Boinot, Emile Bravo, Hubert Chevillard, Philippe Coudray, Guy Delisle, Jean-Yves Duhoo, Michel Galvin, Jochen Gerner, Thomas Gosselin, Bruno Heitz, Ibn al Rabin, Benoît Jacques, Olivier Josso Hamel, Andréas Kündig, Laure Del Pino, Kévin Lucbert, Matt Madden, Sandrine Martin, Marc-Antoine Mathieu, Catherine Meurisse, Morvandiau, José Parrondo, Anouk Ricard, Anne Simon, Erwann Surcouf, Jean-Michel Thiriet, Vincent Vanoli
5. Février 2014, 32 pages. Rédacteur en chef : Lisa Mandel. Avec Charles Berberian, Claire Braud, Astrid de La Chapelle, Léon Maret, Jérôme Mulot, Vincent Pianina, Aude Picault, Jérémy Piningre, Florent Ruppert, Gala Vanson
6. Mars 2014, 32 pages. Rédacteur en chef : Mattt Konture. Avec Alice, Frédérique Dupuis, Freaky Nasa, Jzef, Lilas Mala, Manoï, Chloé Mathiez, Guillaume Penchinat, Rico, Thomas Romarin, Jacques Velay, Claire Wijbick, Willy Ténia, Buster Yanez
7. Mai 2014, 32 pages. Rédacteur en chef : Jérôme Mulot. Avec Chaumaz, Jean-Yves Duhoo, Tom Gauld, Benoît Jacques, José Parrondo, Placid, Sardon, Olivier Schrauwen, Stanislas, Caroline Sury
8. Octobre 2014, 32 pages. Rédacteur en chef : Killofer. Avec Laëtitia Bianchi, Charles Burns, Ludovic Debeurme, Philippe Druillet, Sébastien Lumineau, Antoine Marchalot, Christophe Marchand-Kiss, Lorenzo Mattotti, Jérôme Mulot, François Olislaeger, Florent Ruppert
9. Novembre 2014, 32 pages. Rédacteur en chef : David B. Avec Andrea Bruno

## Liste des collaborateurs
| - Aleksandar Zograf (19, 23, 24, 26, 30, 34) - Alex Baladi (34, 35) - Anke Feuchtenberger (8) - Anna Sommer (15, 30, 32) - Anne Baraou (8, 9, 12, 14, 15, 28) - Anne Gallet (25) - Anne Simon (35, 39) - Aristophane (2, 4, 5, 8, 9, 11, 12) - Baldo (25, 27) - Benjamin Adam (39) - Benjamin Chaumaz (35) - Benoît Guillaume (39) - Benoît Jacques (28, 30, 32 à 35) - Blutch (1 à 3, 5 à 7, 15, 18, 20) - Caroline Sury (20, 22, 27, 29, 30, 33, 34) - Catherine Meurisse (37, 40) - Charles Berberian (35) - Christophe Blain (10, 12 à 14, 28) - Cizo (25) - Corinne Chalmeau (15) - Daniel Blancou (39, 40, 41) - Daniel Goossens (8) - David B. (1 à 8, 10 à 21, 23, 25 à 33) - Denis Bourdaud (9, 11, 12, 14, 17, 19, 20, 25, 35) - Denis Jourdin (25, 27 à 31, 33, 35) - Dominique Goblet (8 à 10, 13, 18, 20 à 22, 24, 33, 34) - Edmond Baudoin (22, 30, 34, 35) - El Don Guillermo (35) - Emmanuel Guibert (9, 11 à 26, 28) - Erwann Surcouf (38, 39) - Étienne Lécroart (15, 18, 22, 34, 42) - Fabio (1 à 5, 17, 18, 22) - Fabio Zimbres (34) - Fanny Dalle-Rive (33) - Florence Cestac (22) - Florence Sterpin (21) - Florent Ruppert (35, 37, 40) - François Avril (8) - François Ayroles (6, 8, 9, 12 à 16, 18 à 35) - François de Jonge (39) - François Olislaeger (39) - Frédéric Boilet (25) - Frederik Peeters (21, 24) - Frédéric Bertrand (22) - Frédéric Déjean (25) - Frédéric Serra (8, 16) - Gébé (33, 34) - Geneviève Castrée (39) - Gila (3, 4) - Gordana Basta (34) - Grégoire Carlé (39) - Gunnar Lundkvist (14, 18 à 21, 23, 24, 26, 27, 33, 34, 35) - Gus Bofa (9) - Guy Delisle (9, 11 à 14, 16 à 25, 32 à 34) - Guy-Marc Hinant (22, 24) - Helge Reumann (27, 34) - Hugues Micol (35) - Imius (34) - Isabelle Wilsdorf (22) - Jacques Velay (35, 39) - Jean-Christophe Menu (1 à 35) - Jean-Claude Denis (28) - Jean-Louis Capron (35) - Jean-Luc Coudray (9) - Jean-Luc Fromental (22) - Jean-Michel Thiriet (3, 15) - Jean-Pierre Duffour (1 à 3, 8, 9, 11, 12, 14, 16, 20 à 23, 28 à 31, 35) - Jean-Yves Duhoo (7, 13, 17, 20, 29, 34, 35) - Jens Balzer (15) - Jérôme Mulot (35, 37, 40) - Jim Woodring (21, 22, 26, 28, 30, 32, 34) - Joann Sfar (5 à 9, 11 à 16, 18 à 20, 22, 24, 26 à 29) - Joakim Pirinen (14) - Jochen Gerner (6 à 14, 16, 21, 22, 25, 26, 28, 33, 34, 35) - Joe Dog (31) | - Joël Naber (13) - Joëlle Jolivet (4 à 6, 10, 11, 22) - José Parrondo (19 à 23, 25 à 35) - Julie Doucet (3, 14, 34) - Kati Kovacs (8) - Katja Tukiainen (27, 35) - Killoffer (1, 3 à 10, 12, 14, 15, 17, 18, 20, 22, 24, 26 à 32, 34, 39) - Konradski (31) - Lars Sjunnesson(27, 33, 34, 35) - Laurent André (22, 23, 25, 27 à 34) - Lewis Trondheim (1 à 34) - Lionel Tran (34, 35) - Lisa Mandel (35) - Loïc Gaume (40, 41, 42, 43) - Loo Hui Phang (25) - Lucas Méthé (32 à 35, 39) - Marc Daniau (7) - Marjane Satrapi (25, 28, 34) - Martin Tom Dieck (12, 15, 35) - Massimo Mattioli (26 à 34) - Mathieu Sapin (35) - Matthias Lehmann (33, 34) - Matthieu Blanchin (6 à 8, 11, 13, 18, 19, 21 à 23, 25, 26) - Matthias Picard (39 à 41) - Matti Hagelberg (14, 20, 33, 34, 35) - Mattt Konture (1 à 4, 6 à 18, 20, 26 à 35) - Max (12, 32) - Max (34) - Max Andersson (14, 17, 23, 26 à 29, 31 à 35) - Mazen Kerbaj (35, 39) - Miguel Nuñez (33) - Milan Hulsing (25) - Milorad Krstic (20) - Mokeït (35) - Morgan Navarro (39) - Morvandiau (35) - M. S. Bastian (7) - Nicolas Mahler (26 à 35) - Nikola Witko (23) - Nine Antico (39) - Olaf (35) - Olivier Douzou (22) - Olivier Josso (9, 12, 15, 18, 19, 21 à 24, 26) - Olof Berg (24, 26, 29, 30, 32, 33) - Paquito Bolino (22, 30, 33, 34) - Pascal (5) - PEEP.S (35) - Pentti Otsamo (14) - Pierre La Police (5) - Placid (15 à 17, 19, 21 à 25, 28 à 35) - Philippe Dupuy (6) - Prosperi Buri (38, 39, 40, 42, 43) - Renée French (28 à 34) - Riad Sattouf (34, 35) - Riikka Ala-Harja (20, 34) - Riita Uusitalo (14) - Sandrine Martin (37 à 43) - Sergio Garcia (27, 34) - Sophie Dutertre (22) - Stanislas (1, 2, 4, 8 à 10, 12, 14, 15, 22, 26 à 31) - Stéphane Blanquet (8 à 10, 13, 21 à 23, 26 à 28, 30, 31) - Tanitoc (17) - Thiriet (15) - Thomas Ott (7, 10, 13, 15, 17, 19, 24) - Tobias Schalken (25, 33, 34) - Toc Mango Fetch (24) - Tom Gauld (35) - Tom Tirabosco (12) - Touïs (25, 35) - Troub's (28) - Ulf K. (17) - Vincent Sardon (5, 8, 9, 11, 12, 14 à 16, 22, 23, 26, 33, 35) - Vincent Vanoli (4, 6 à 24, 26 à 35, 39) - Winshluss (25) - Yves Got (9) |

On note aussi des adaptations de récits de Takeomi Yamamoto, Paul Léautaud, Marcel Schwob, Ryk Hattingh et Ambrose Bierce.